# ميس بكويرتي
ميس بكويرتي (الاسم العلمي:Celtis bequaertii) هو نوع من النباتات يتبع جنس الميس من الفصيلة القنبية.